# Nickerson (Nebraska)
Nickerson es una villa ubicada en el condado de Dodge, Nebraska, Estados Unidos. Tiene una población estimada, a mediados de 2021, de 302 habitantes.

## Geografía
La localidad está ubicada en las coordenadas 41°32′5″N 96°28′15″O / 41.53472, -96.47083. Según la Oficina del Censo de los Estados Unidos, tiene una superficie total de 0.99 km², de la cual 0.98 km² corresponden a tierra firme y 0.01 km² están cubiertos por agua.

## Demografía
Según el censo de 2020, en ese momento había 312 personas residiendo en la localidad. La densidad de población era de 318.37 hab./km². El 78.2% de los habitantes eran blancos, el 0.3% era afroamericano, el 0.3% era amerindio, el 10.9% eran de otras razas y el 10.3% eran de una mezcla de razas. Del total de la población el 23.4% eran hispanos o latinos de cualquier raza.